# Arnošt Metelka
Arnošt Metelka (11. ledna 1885 Brno – 18. června 1960 Jihlava) byl český lékař-psychiatr.

## Biografie
Arnošt Metelka se narodil v roce 1885 v Brně, jeho otcem byl tkadlec František Metelka a matkou byla služebná Terezie Metelková. V roce 1904 odmaturoval na 1. českém gymnáziu v Brně a následně nastoupil na Lékařskou fakultu Karlovy univerzity v Praze, kterou absolvoval v roce 1910, posléze začal pracovat jako vojenský lékař. Roku 1912 nastoupil do kroměřížského Zemského léčebného ústavu císaře Františka Josefa I. a v roce 1913 přešel do Zemského ústavu pro choromyslné do Černovic v Brně, tam působil rok a pak se vrátil do kroměřížského léčebného ústavu. Během první světové války byl odveden do armády, ale roku 1916 se vrátil zpět do Kroměříže, kde se staral o duševně nemocné vojáky. V roce 1919 odešel do Jihlavy, kde nastoupil do Zemského filiálního ústavu pro choromyslné. Roku 1922 byla zrušena filiálka a ústav byl přeměněn na chorobinec, jehož se stal ředitelem. S tím se však nesmířil a po kontrole pracovníků z ministerstva zdravotnictví v roce 1925 byla oznámeno, že filiálka byla zrušena bez souhlasu ministerstva. V témže roce Arnošt Metelka studijně vycestoval do Švýcarska a Francie, kde zjišťoval nové metody pro léčbu duševních onemocnění. Ty posléze v roce 1930 začal aplikovat při tvorbě nového ústavu duševního zdraví v Jihlavě.
V roce 1932 byl položen základní kámen nového pavilonu psychiatrické nemocnice v Jihlavě a v roce 1934 pak byly do nově postavených budov přesunuti pacienti z černovické nemocnice a Arnošt Metelka se stal ředitelem nově zřízeného Zemského ústavu pro choromyslné v Jihlavě.
Během druhé světové války byl během akce Albrecht der Erste zatčen a umístěn do věznice na krajském soudě v Jihlavě, zatčeno bylo celkem asi 45 lidí, kteří byli následný den převezeni do Znojma a v září 1939 byli zatčení převezeni na Špilberk a následně pak přes Prahu byli odvezeni do koncentračního tábora v Dachau. O pár dní později byli převezeni do Buchenwaldu a umístěni do ochranné vazby. Po dvou letech byl propuštěn a vrátil se zpět do Československa, kde však byl v červenci roku 1941 opět zatčen a posléze penzionován.
K práci lékaře se vrátil v dubnu roku 1944, kdy opět nastoupil do pobočky černovické nemocnice v Ivančicích a po osvobození byl opět jmenován ředitelem jihlavské psychiatrické nemocnice. Od roku 1946 vedl rekonstrukci a dostavbu psychiatrické nemocnice v Jihlavě, ale roku 1948 odešel do výslužby a následně 11 let pracoval jako posudkový lékař v Jihlavě. Zemřel v roce 1960 v Jihlavě, kde byl i pohřben.
Sepsal kroniku jihlavské psychiatrické nemocnice.